# Фронсак (Жиронда)
Фронса́к (фр. Fronsac) — коммуна во Франции, находится в регионе Аквитания. Департамент коммуны — Жиронда. Центр кантона Фронсак. Округ коммуны — Либурн.
Код INSEE коммуны 33174.
Коммуна расположена приблизительно в 480 км к юго-западу от Парижа, в 26 км к востоку от Бордо.

## Население
Население коммуны на 2008 год составляло 1046 человек.
| 1962 | 1968 | 1975 | 1982 | 1990 | 1999 | 2008 |
| ---- | ---- | ---- | ---- | ---- | ---- | ---- |
| 1230 | 1155 | 1129 | 1170 | 1067 | 1042 | 1046 |

## Экономика
В 2007 году среди 660 человек в трудоспособном возрасте (15-64 лет) 495 были экономически активными, 165 — неактивными (показатель активности — 75,0 %, в 1999 году было 72,5 %). Из 495 активных работали 443 человека (231 мужчина и 212 женщин), безработных было 52 (26 мужчин и 26 женщин). Среди 165 неактивных 57 человек были учениками или студентами, 63 — пенсионерами, 45 были неактивными по другим причинам.

## Достопримечательности
- Церковь Сен-Мартен (XII век). Исторический памятник с 1925 года[3]

## Города-побратимы
- Пазиано-ди-Порденоне (Италия, с 1999)

## Фотогалерея

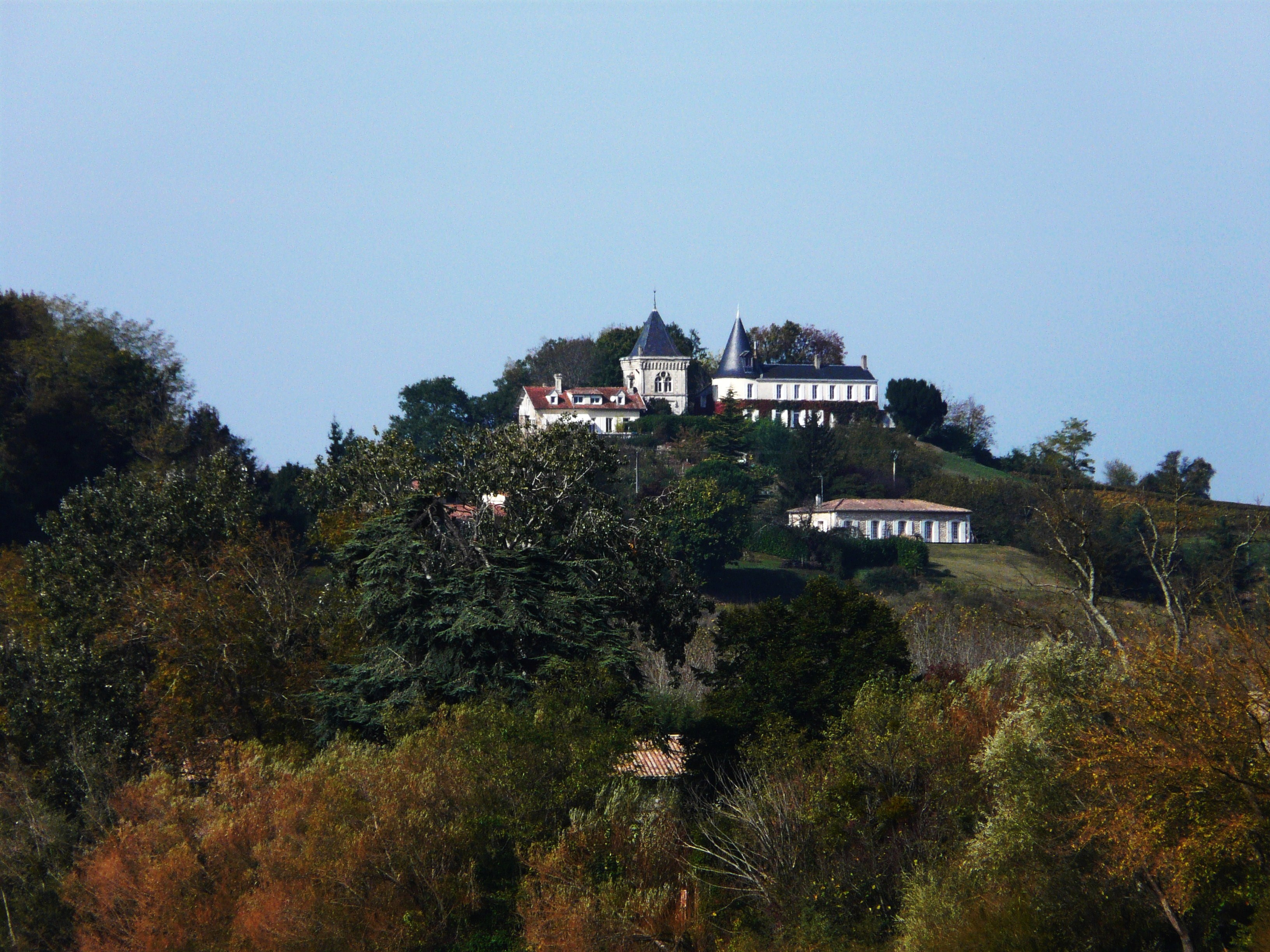
Фронсак
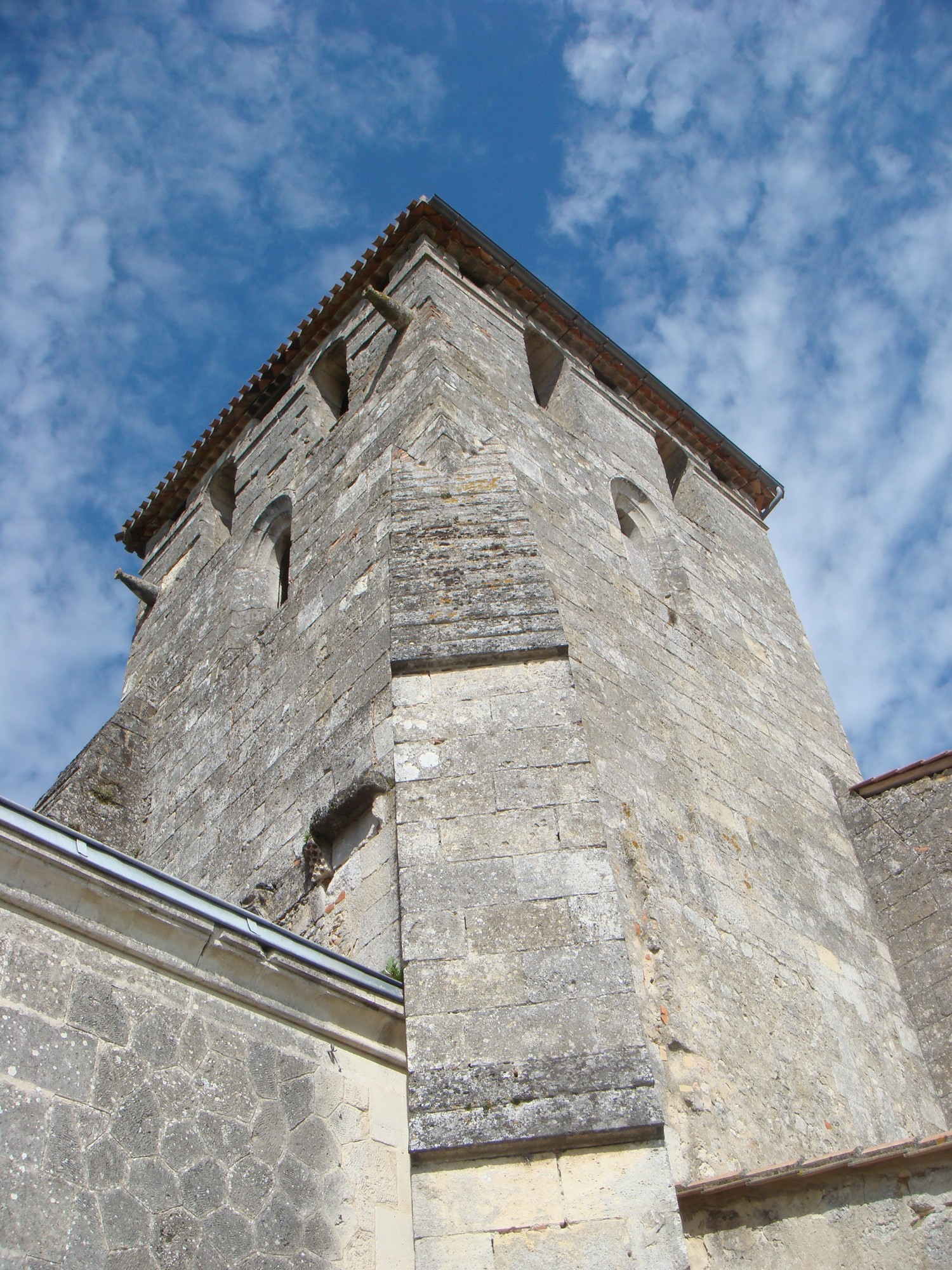
Колокольня церкви Сен-Мартен
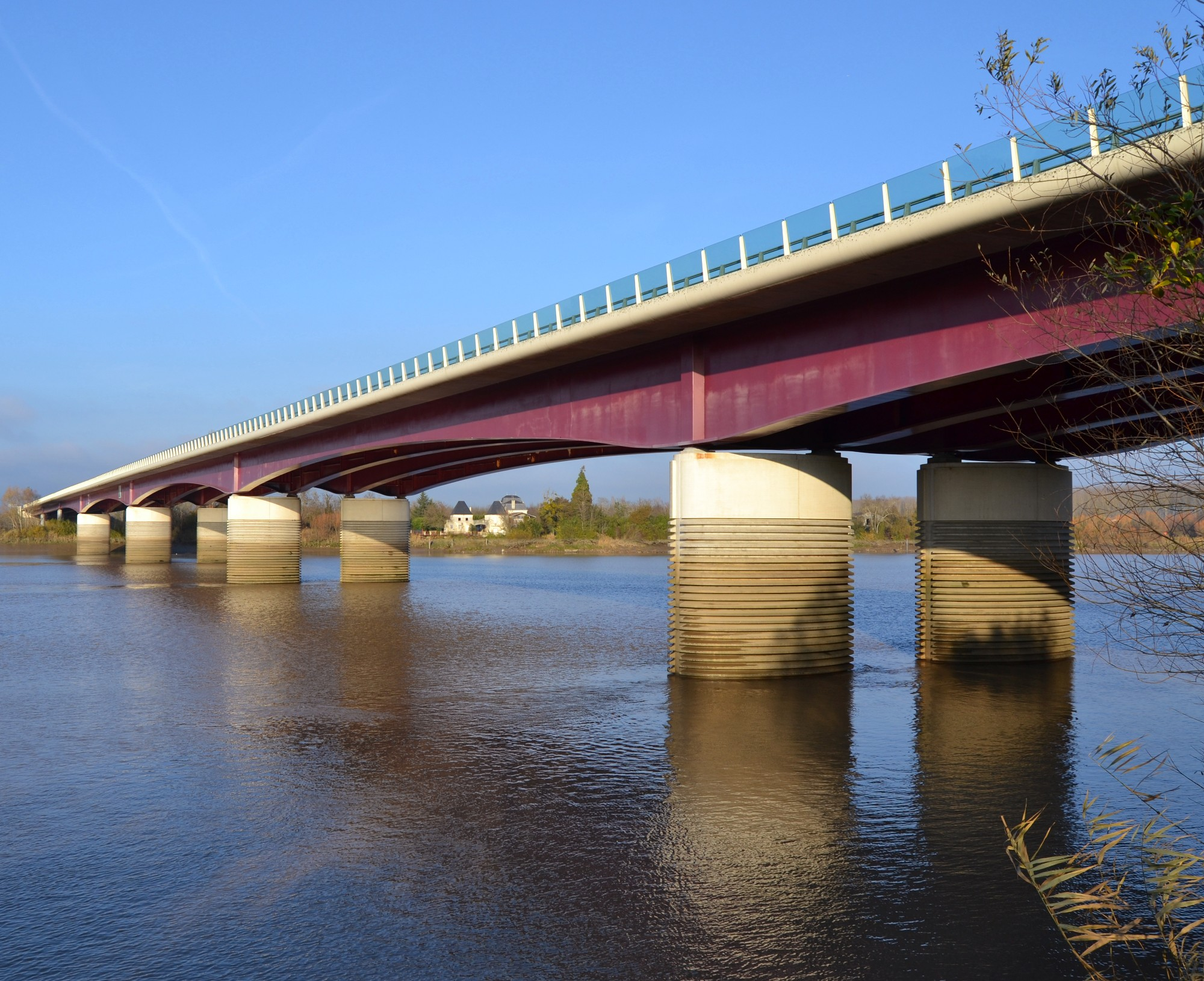
Мост Маскаре[фр.]
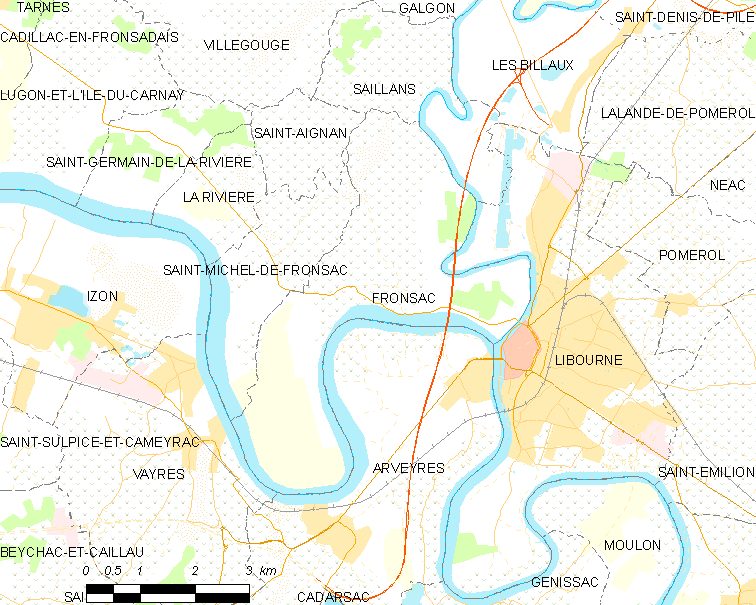
Карта коммуны